# Каракуль (Узбекистан)
Каракуль (узб. Qorakoʻl; до 1980 року — Станція Каракуль) — місто в Узбекистані, центр Каракульського району Бухарської області.
Населення 16 650 мешканців (перепис 1989).
Місто розташоване в низинах річки Зеравшан, у Каракульській оазі. Залізнична станція на лінії Туркменабат — Бухара I. Бавовноочисний завод.
Статус міста з 1980 року.